# اتین روشور
اتیِن روشور (به فرانسوی: Étienne Rocheverre, pseud. de Nouvion) نویسنده قرن نوزدهم میلادی اهل فرانسه است.